# 盲肠
盲肠（cecum，caecum）古称阑肠，是小肠和大肠交界处连接的盲囊，属大肠的一部分，也是大肠的起始部，形如囊状袋，在人体位于腹腔右下部的腹膜内；盲肠下端为盲端，至迴盲瓣处延续为升结肠，全长约6至8厘米。盲肠見於羊膜動物。
盲肠向上延续为升结肠，下部有一孔通阑尾，同迴腸交接区的内壁有迴盲瓣，有防止大肠内含物倒流的作用。
人体的盲肠退化，作用并不明显，而植食性的动物则有一长袋状盲肠，特别是那些不能反刍以消化纤维素食物的动物。
中医文献《难经》称迴盲瓣处为“阑门”，是七冲门之一。
在漢語中，有些地區的口語誤稱闌尾炎為“盲腸炎”，然而盲腸與闌尾其實是兩個不同的器官，盲腸發炎是罕見的血液腫瘤科疾病化療後遺症。

## 附圖

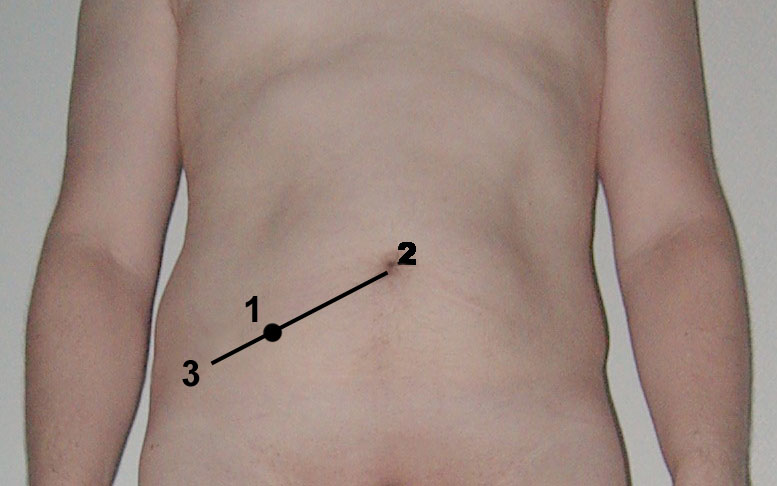
Location of McBurney's point (#1)
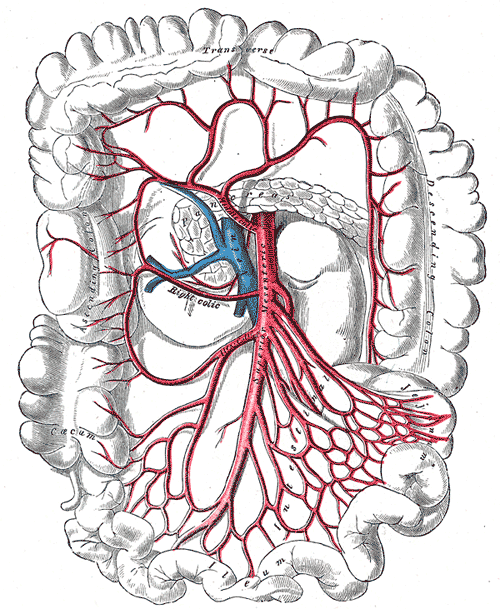
The superior mesenteric artery and its branches.
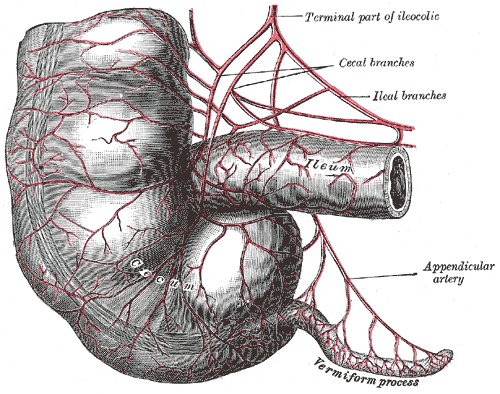
Arteries of cecum and vermiform process.
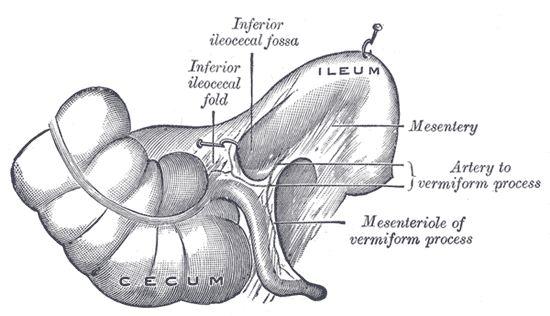
Inferior ileocecal fossa.
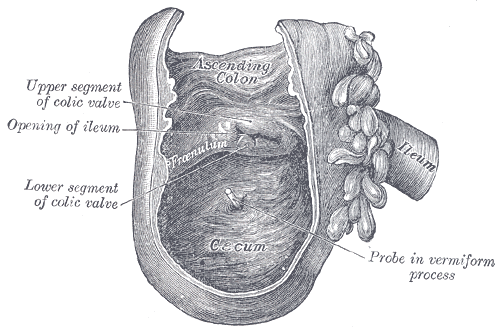
Interior of the cecum and lower end of ascending colon, showing colic valve.
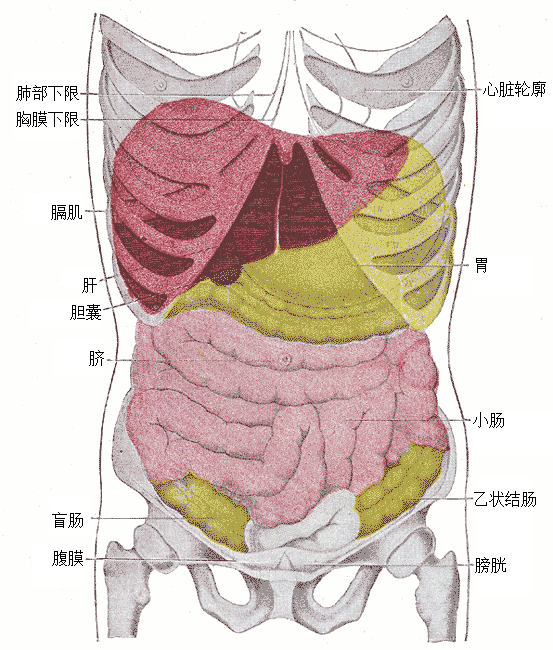
Topography of thoracic and abdominal viscera.
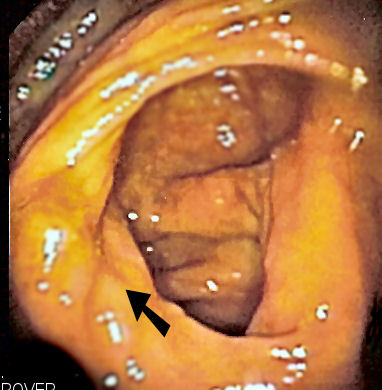
盲肠的直腸鏡（英语：Colonoscopy）影像，前面箭頭部份即為迴盲瓣